# Vila Ladislava Jerieho
Vila Ladislava Jerieho v Ostravici čp. 832 se nachází v okrese Frýdek-Místek. Je prohlášena kulturní památkou ČR.

## Historie
Vila pro generálního ředitele Severní dráhy Ferdinandovy Ladislava Jerieho (1878–1969) byla projektována architektem Karlem Kotasem (1894–1973) v roce 1929. Vlastní realizace proběhla ve dvou etapách. Základní podoba jednopatrové stavby byla postavena v letech 1929–1930. Jelikož postupem doby byly na využití vily kladeny vyšší nároky, přestala brzy vyhovovat. V roce 1934 byla rozšířena opět Karlem Kotasem. Vila byla pomocí teras propojena s exteriérem, který tvořila parková zahrada sbírkového charakteru doplněná ovocným sadem. V roce 1937 byl v severní části vybudován plavecký bazén a zahradní altán, který byl necitlivě přestavěn v osmdesátých letech 20. století. 
Vila se stala významným společenským a odpočinkovým místem v Ostravici. Mezi návštěvníky patřili významní i začínající výtvarníci a další významné osobnosti společenského života (malíř Václav Špála, Karel Dvořák, Jan Lauda, Josef Šíma). Mezi pravidelné návštěvníky patřil i architekt Karel Kotas. Mnozí umělci dotvářeli jak interiér tak i exteriér vily. Např. sochař Jan Bauch vytvořil bronzový reliéf Ruka s kahanem (1939) nebo vitráže (1935), které se nacházejí v pracovně či na schodišti. V exteriéru byly dívčí akty Sen od sochaře Karla Dvořáka a Eva od sochaře Jana Laudy (1896–1959). Z dochovaných plastik je socha Sedící dívka od Elvíry Tůmové. Dne 23. července 1934 se konala ve vile 255. schůze Rotary Clubu, Ladislav Jerie byl zakládajícím členem klubu v roce 1929.
Po ukončení druhé světové války a zvláště po roce 1948 se rodina Jeriových potýkala s nedostatkem prostředků, které byly nutné na údržbu vily. V letech 1961 až 1964 byly některé plastiky prodány do sbírek Galerie výtvarného umění v Ostravě. Po smrti Ladislava Jerieho v roce 1969 byla vila prodána Ostravským vodárnám a kanalizacím, které objekt využívaly k rekreačním účelům.
V roce 2009 byla vila se zahradou a sadem včetně ochranných zídek, bazénem a okrasným jezírkem, sochou Sedící dívka prohlášena kulturní památkou České republiky.

## Architektura
Jednopatrová stavba z režného zdiva na nepravidelném půdorysu s vyloženými terasami, v druhé fázi výstavby byly použité funkcionalistické prvky. Stavba krytá valbovou střechou, původní pálené tašky byly nahrazeny měděným plechem. Fasády na jižní straně, východní a rizalitu východní strany jsou v přízemí prolomena třídílná okna. Na pravé straně východního průčelí vystupuje rizalit krytý valbovou střechou. okna v patrech mají okenice v přízemí rolety. Většina oken je rámována plochými šambránami. Terasy jsou přistavěny k jihozápadnímu nároží a k jihovýchodní straně domu. Vchod do vily se nachází na severní straně.